# Фототропіни

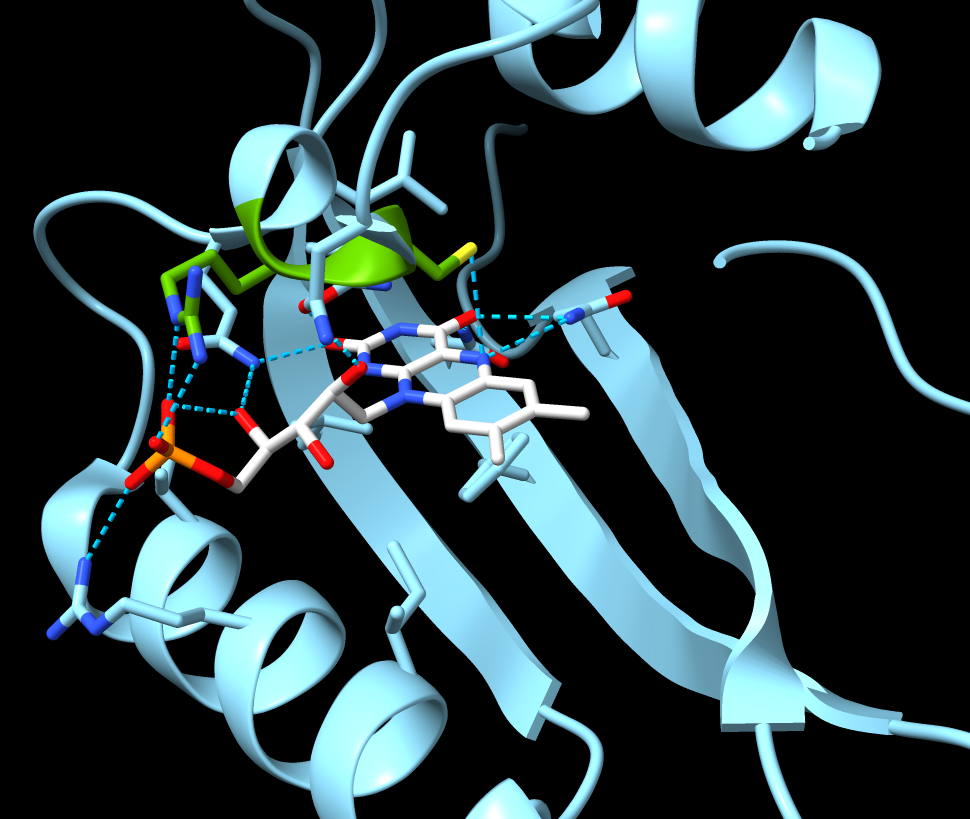
Кристалічна структура домену LOV2 фототропіну-2 Arabidopsis thaliana, створена за допомогою ChimeraX. Частина домену LOV2 прихована для ясності активного сайту, що містить FMN. Пунктирні блакитні лінії представляють водневі зв'язки, які вважаються важливими для зв’язування. Зеленим кольором зображені залишки Cys426 і Arg427, які мають вирішальне значення для фотоактивності та зв’язування FMN, відповідно, з мутаціями, що призводять до повної втрати функції білка. Під час фотозбудження сірка (жовта) Cys426 утворює ковалентний зв’язок із вуглецем 4 FMN. (PDBe: 4EEP)

Фототропіни — це білки фоторецепторів синього світла (точніше, флавопротеїни), які опосередковують реакції фототропізму у багатьох видів водоростей,  грибів і вищих рослин . Фототропіни можна знайти по всьому листю рослини. Разом із криптохромами та фітохромами вони дозволяють рослинам реагувати та змінювати свій ріст у відповідь на світлове середовище. Коли на фототропіни потрапляє блакитне світло, вони індукують шлях передачі сигналу, який різними способами змінює функції рослинних клітин.
Фототропіни є частиною фототропної сенсорної системи рослин, яка викликає різні екологічні реакції рослин. Саме фототропіни змушують стебла згинатися до світла  і відкривати продихи . Крім того, фототропіни опосередковують перші зміни в подовженні стебла в синьому світлі до активації криптохрому.Фототропіни також необхідні для опосередкованої блакитним світлом дестабілізації транскриптів специфічних мРНК у клітині.
Фототропіни також регулюють рух хлоропластів усередині клітини, особливо уникнення хлоропластів. Вважалося, що це уникнення виконує захисну функцію, щоб уникнути пошкоджень від інтенсивного світла  , однак альтернативне дослідження стверджує, що реакція уникнення полягає в першу чергу в збільшенні проникнення світла в глибші шари мезофілу в умовах сильного освітлення . Фототропіни також можуть бути важливими для відкриття продихів